# Liste der Monuments historiques in Maignelay-Montigny
Die Liste der Monuments historiques in Maignelay-Montigny führt die Monuments historiques in der französischen Gemeinde Maignelay-Montigny auf.

## Liste der Bauwerke
| Bezeichnung                 | Beschreibung | Standort               | Kennzeichnung | Schutzstatus | Datum | Bild           |
| --------------------------- | ------------ | ---------------------- | ------------- | ------------ | ----- | -------------- |
| Kirche St-Martin            |              | (Lage)                 | PA00114735    | Classé       | 1919  | weitere Bilder |
| Kapelle Ste-Marie-Madeleine |              | Route de Tricot (Lage) | PA00114732    | Classé       | 1922  | weitere Bilder |
| Kirche Ste-Marie-Madeleine  |              | (Lage)                 | PA00114734    | Classé       | 1862  | weitere Bilder |
| Wegekreuz                   |              |                        | PA00114733    | Classé       | 1922  |                |

## Liste der Objekte
- Monuments historiques (Objekte) in Maignelay-Montigny in der Base Palissy des französischen Kultusministeriums